# Krzysztof Głowa
Krzysztof Głowa z Nowosielec (dzisiejsze Nowosiółki Dydyńskie) herbu Jelita (zm. 1582) – kasztelan połaniecki od 1578 roku, sekretarz królewski w 1569 roku, lustrator dóbr królewskich w województwie kijowskiem z sejmu 1569 roku. W roku 1570 założył miasteczko Głowów w ówczesnym powiecie pilźnieńskim (obecnie Głogów Małopolski w powiecie rzeszowskim). Krzysztof był właścicielem Rudny, Przybyszówka (dziś dzielnica Rzeszowa), Gumnisk, Kilianówki, Rogoźnic i Lippy, w ziemi przemyskiej.
Poseł ziemi przemyskiej na sejm 1553 roku, poseł ziemi sanockiej na Sejm piotrkowski 1562/1563 roku i sejm konwokacyjny 1573 roku.
Żonaty był z Krystyną z Paniowa.